# Бангладеш на Светском првенству у атлетици на отвореном 2023.
Бангладеш је на 19. Светском првенству у атлетици на отвореном 2023. одржаном у Будимпешти од 19. до 27. августа учествовао петнаести пут. Репрезентацију Бангладеша представљао је један такмичар који се такмичио у трци на 100 метара.,
На овом првенству такмичар Бангладеша није освојио ниједну медаљу нити је остварио неки резултат.

## Учесници
Мушкарци: 
- Имранур Рахман — 100 м

## Резултати

### Мушкарци
| Атлетичар      | Дисциплина | Лични рекорд | Предтакмичење | Предтакмичење | Квалификације | Квалификације | Полуфинале           | Полуфинале           | Финале               | Финале       | Детаљи |
| Атлетичар      | Дисциплина | Лични рекорд | Резултат      | Место         | Резултат      | Место         | Резултат             | Место                | Резултат             | Место        | Детаљи |
| -------------- | ---------- | ------------ | ------------- | ------------- | ------------- | ------------- | -------------------- | -------------------- | -------------------- | ------------ | ------ |
| Имранур Рахман | 100 м      | 10,25        | 10,50 КВ      | 1. гр. 3      | 10,41(.409)   | 7. гр. 6      | Није се квалификовао | Није се квалификовао | Није се квалификовао | 45 / 71 (75) |        |